# Intelsat 21
O Intelsat 21 (IS-21) é um satélite de comunicação geoestacionário que foi construído pela Boeing Satellite Systems. Ele está localizado na posição orbital de 58 graus de longitude oeste e é de propriedade da Intelsat, empresa sediada atualmente em Luxemburgo. O satélite foi baseado na plataforma BSS-702MP e sua expectativa de vida útil é de 15 anos.
Ele oferece banda C (com 24 transponders) para o Hemisfério Ocidental e banda Ku (com 36 transponders) para o Brasil, Caribe, México e móvel.

## Lançamento
O satélite foi lançado com sucesso ao espaço no dia 19 de agosto de 2012, às 06:54:59 UTC, por meio de um veículo Zenit-3SL a partir da plataforma de lançamento marítima do Sea Launch, a Odyssey. Ele tinha uma massa de lançamento de 5984 kg.